# Манрю
Манрю (яп. 萬龍 манрю:, июль 1894 — декабрь 1973) — гейша периода Мэйдзи, в 1910-х годах её вместе с Тэрухой называли двумя самыми знаменитыми гейшами Токио. Иероглифы её имени были упрощены, соответственно, в яп. 万 и яп. 竜, в связи с чем в литературе встречаются варианты яп. 萬龍, 万竜,万龍, 萬竜.

## Детство
Родилась в 1894 году в деревне Хигасисимомура или Тосимомура (яп. 東下村) уезда Касима префектуры Ибараки под именем Сидзу Тамукаи (яп. 田向静). Отец, Хацутаро (яп. 田向初太郎), работал в транспортной компании, имя матери — Хама (яп. 濱). Отец девочки умер от болезни лёгких, и в семь лет она была продана в Акасаку, квартал гейш за 20 иен. Там её удочерила владелица окия Харумото (яп. 春本), Сомэ Хирума (яп. 蛭間 хирума сомэ). В целях сокрытия деталей биографии Сидзу в её документах местом рождения был указан ханамати Асакуса, а именем при рождении — Сидзуко Хирума (яп. 蛭間静子).

## Работа гейшей

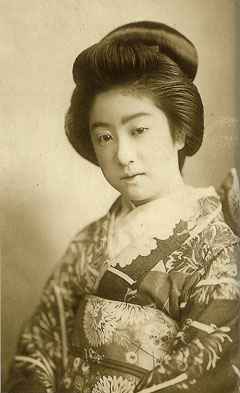

Сидзу поступила в начальную школу Акасака, но одноклассники недолюбливали её за вычурные наряды, и она отказалась возвращаться в школу. До начала обучения она помогала с текущими делами в окия. Её красота привлекла внимание ещё когда Сидзу стала ученицей, хангёку, однако после начала работы гейшей её застенчивый характер неоднократно критиковали. Между тем у Манрю сразу же появилось несколько поклонников-спонсоров, которые утверждали, что «лучше пригласить одну Манрю, чем трёх других гейш». Популярность Манрю быстро росла. В ответ на утверждения о том, что Манрю не такая уж и красавица и ни в искусствах, ни в обслуживании не блистает, преданные клиенты утверждали, что это всё вторично, а главное в ней — её необъяснимый шарм, обаяние и элегантность.
В Русско-японскую войну началось производство патриотических открыток в знак солидарности с отправляющимися на фронт солдатами. Гейши, в то время столь же популярные, как современные кинозвёзды и певицы, после войны продолжили использовать фотооткрытки для увеличения собственной популярности. Манрю стала звездой открыток. В 1908 году в очередном номере литературного журнала «Бунгэй-курабу» был объявлен конкурс на звание одной из ста японских красавиц. В конкурсе участвовали 90 000 женщин, первое место заняла Манрю. Единственным недостатком внешности Манрю производители открыток считали её маленький нос. В газетах печатали посвящённые ей произведения, в сети магазинов «Мицукоси» продавали плакаты с её фотографиями, была написана песня со словами «если саке — то «Масамунэ»; если гейша — то Манрю!» (яп. 酒は正宗、芸者は萬龍 сакэ ва масамунэ, гэйся ва манрю:).

## Брак и дальнейшая жизнь
В августе 1910 года в посёлке Хаконе произошло наводнение. В это время там находилась Манрю, которой из-за малокровия было трудно бежать. Её спас студент юридического факультета Токийского императорского университета Ёитиро Цунэкава (яп. 恒川陽一郎). В следующем году Манрю и Ёитиро снова встретились и влюбились друг в друга. Ёитиро в старшей школе учился в одном классе с Дзюнъитиро Танидзаки, он планировал заниматься литературой и издавал додзинси под названием «Синситё».
Историю любви гейши и студента активно освещала пресса. В 1913 году Манрю вышла за Ёитиро замуж и покинула профессию. Через год, в июле 1914-го, Ёитиро закончил учёбу и в том же году опубликовал автобиографический рассказ «Кюдо» (яп. 旧道 кю:до:, буквально «старая дорога»), благодаря которому прославился. Однако брак Сидзу был недолог: всего спустя 4 года после бракосочетания Ёитиро умер от болезни. Овдовевшая Сидзу сперва хотела вернуться в карюкай, но в следующем, 1917 году вышла замуж за знакомого Ёитиро, архитектора Синъитиро Окаду.
Синъитиро отличался слабым здоровьем, и Сидзу пришлось стать его сиделкой и помощницей. В 1932 году Окада скончался, и остаток жизни Сидзу провела, работая мастером чайной церемонии школы Энсю (яп. 遠州流).